# NGC 624
NGC 624 (również PGC 5932) – galaktyka spiralna z poprzeczką znajdująca się w gwiazdozbiorze Wieloryba. Odkrył ją William Herschel 28 listopada 1785 roku.